# Hyenville
Hyenville és un municipi francès situat al departament de la Manche i a la regió de Normandia. L'any 2007 tenia 332 habitants.

## Demografia

### Població
El 2007 la població de fet de Hyenville era de 332 persones. Hi havia 136 famílies de les quals 41 eren unipersonals (8 homes vivint sols i 33 dones vivint soles), 33 parelles sense fills, 54 parelles amb fills i 8 famílies monoparentals amb fills.
La població ha evolucionat segons el següent gràfic:
Habitants censats

### Habitatges
El 2007 hi havia 160 habitatges, 135 eren l'habitatge principal de la família, 16 eren segones residències i 8 estaven desocupats. 158 eren cases i 2 eren apartaments. Dels 135 habitatges principals, 115 estaven ocupats pels seus propietaris, 17 estaven llogats i ocupats pels llogaters i 4 estaven cedits a títol gratuït; 1 tenia una cambra, 1 en tenia dues, 10 en tenien tres, 32 en tenien quatre i 91 en tenien cinc o més. 113 habitatges disposaven pel capbaix d'una plaça de pàrquing. A 50 habitatges hi havia un automòbil i a 79 n'hi havia dos o més.

### Piràmide de població
La piràmide de població per edats i sexe el 2009 era:
| Homes | Edats   | Dones |
| ----- | ------- | ----- |
| 0     | 95 o +  | 0     |
| 0     | 90 a 94 | 0     |
| 0     | 85 a 89 | 4     |
| 0     | 80 a 84 | 8     |
| 8     | 75 a 79 | 12    |
| 4     | 70 a 74 | 4     |
| 4     | 65 a 69 | 4     |
| 4     | 60 a 64 | 0     |
| 4     | 55 a 59 | 12    |
| 4     | 50 a 54 | 4     |
| 4     | 45 a 49 | 12    |
| 12    | 40 a 44 | 8     |
| 12    | 35 a 39 | 12    |
| 8     | 30 a 34 | 20    |
| 8     | 25 a 29 | 4     |
| 12    | 20 a 24 | 0     |
| 8     | 15 a 19 | 4     |
| 16    | 10 a 14 | 12    |
| 20    | 5 a 9   | 12    |
| 8     | 0 a 4   | 4     |

## Economia
El 2007 la població en edat de treballar era de 212 persones, 163 eren actives i 49 eren inactives. De les 163 persones actives 154 estaven ocupades (75 homes i 79 dones) i 8 estaven aturades (4 homes i 4 dones). De les 49 persones inactives 20 estaven jubilades, 19 estaven estudiant i 10 estaven classificades com a «altres inactius».

### Ingressos
El 2009 a Hyenville hi havia 130 unitats fiscals que integraven 341,5 persones, la mediana anual d'ingressos fiscals per persona era de 16.981 €.

### Activitats econòmiques
Dels 3 establiments que hi havia el 2007, 1 era d'una empresa de fabricació d'altres productes industrials, 1 d'una empresa de construcció i 1 d'una empresa d'hostatgeria i restauració.
Dels 2 establiments de servei als particulars que hi havia el 2009, 1 era un guixaire pintor i 1 restaurant.
L'any 2000 a Hyenville hi havia 10 explotacions agrícoles que ocupaven un total de 117 hectàrees.

## Poblacions més properes
El següent diagrama mostra les poblacions més properes.